# Phaenochitonia ignipicta
Phaenochitonia ignipicta är en fjärilsart som beskrevs av William Schaus 1913. Phaenochitonia ignipicta ingår i släktet Phaenochitonia och familjen Riodinidae. Inga underarter finns listade i Catalogue of Life.